# Reverb
Reverb är en effekt inom ljudtekniken som skapar en simulering av ett rums efterklang. Genom att reverb läggs på i efterhand spelas ofta ljudmaterialet som ska reverbereras in i dämpade utrymmen som ger lite efterklang. Användning och påläggning av reverb är en del av ljudmixen.
Reverbet används mest inom populärmusiken och olika genrer och årtionden har populariserat reverbet olika mycket. Reverbet hade en storhetsperiod under 80-talet med framförallt mycket reverb på trummor. Minst populärt var reverbet under 70-talet, men även om ett musikmaterial vid första anblicken inte verkar innehålla reverb kan materialet ändå ha lite reverb pålagt för att ge en mjukare och jämnare klang. Som ett exempel kan ett reverb med lång efterklang pålagt sparsamt på en röst få en större tydlighet genom reverbets lugnande och utjämnande karaktär.

## Olika typer av reverb
- Plate-reverb använder sig av 1-2 m stora metallplattor i ett dämpat utrymme, till exempel en låda. En elektronisk ljudupptagare gör om vibrationerna i plattorna till en elektrisk signal. Längden på efterklangen kan kontrolleras med hjälp av en dämpningsmekanism på metallplattorna.

- Fjäderreverb påminner om plate-reverbet ovan men använder sig istället av metalliska spiralfjädrar som bärare av vibrationerna. Fjädrarnas längd kan variera från någon decimeter till någon meter, och har ofta byggts in i t.ex. gitarrförstärkare och mixerbord.

- Digitala matematiska reverb använder digital teknik och matematiska algoritmer för att skapa reverbklangen. Denna typ av reverb är vanligast idag.

- "Konvolverande reverb" egentligen faltande reverb använder inspelade reverbklanger med digital ljudteknik. Inspelningen går till genom att en högtalare placerad i ett utvalt rum spelar upp sinustoner som sveper genom frekvensområdet och mikrofoner fångar upp klangen som skapas. Efter att ha avfaltat inspelningen från själva sinussvepet får man ut ett knäpp med efterföljande efterklang. En startpistol eller exploderande ballong kan också användas för att skapa efterklang i rummet som spelas in. Med hjälp av faltningsalgoritmen kan man i efterhand återskapa rummet hört genom mikrofonerna.

- Ekokammare, den första typen av reverb. I ett rum spelar en högtalare upp det ljud som skall reverbereras och en eller flera mikrofoner fångar upp ljudet med klangen som skapas i rummet. Ofta är rummet kalt och har stor klang likt en toalett. Bland annat Phil Spector använde denna teknik flitigt, men den har idag spelat ut sin roll då det konvolverande reverbet är en smidigare variant av denna teknik.